# Heart Attack (песня Оливии Ньютон-Джон)
«Heart Attack» — песня, записанная австралийской певицей Оливией Ньютон-Джон для её сборника Olivia’s Greatest Hits Vol. 2 1982 года. Песня, написанная Полом Блиссом и Стивом Кипнером и спродюсированная Джоном Фарраром, стала первым синглом с альбома. В 1983 году была номинирована на премию «Грэмми» за лучшее женское поп-вокальное исполнение.

## Чарты

### Еженедельные чарты
| Чарт (1982—1983)                   | Высшая позиция |
| ---------------------------------- | -------------- |
| Австралия (Kent Music Report)      | 22             |
| Австрия (Ö3 Austria Top 40)        | 7              |
| Бельгия/Фландрия (Ultratop 50)     | 34             |
| Великобритания (OCC UK Singles)    | 46             |
| Германия (GfK)                     | 51             |
| Ирландия (IRMA)                    | 30             |
| Канада (RPM Top Singles)           | 2              |
| Новая Зеландия (Recorded Music NZ) | 11             |
| Норвегия (VG-lista)                | 5              |
| США (Billboard Hot 100)            | 3              |
| США (Cash Box Top 100)             | 2              |
| ЮАР (Springbok Radio)              | 4              |

### Годовые чарты
| Чарт (1982)              | Позиция |
| ------------------------ | ------- |
| Канада (RPM Top Singles) | 24      |
| ЮАР (Springbok Radio)    | 18      |
| США (Billboard Hot 100)  | 22      |
| США (Cash Box Top 100)   | 30      |

## Сертификации и продажи
| Регион                                                      | Сертификация | Продажи |
| ----------------------------------------------------------- | ------------ | ------- |
| Канада (Music Canada)                                       | Золотой      | 50 000^ |
| ^ Данные о тиражах приведены только на основе сертификации. |              |         |

## Кавер-версии
- В 1983 году группа «Элвин и бурундуки» перепела песню для своего шоу в эпизоде «Angelic Alvin» с новой лирикой.